# Conops elegans
Espèce
Synonymes
- Conops fuscipennis Macquart, 1849[2]
- Conops algira Macquart, 1849[2]
- Conopaejus aegyptiacus Rondani, 1850[2]
- Conops fuscanipennis Bigot, 1887[2]
- Conops fumipennis Adams, 1903[2]
- Conops bellus Adams, 1903[2]
- Conops semifumosus Adams, 1903[2]
- Conops pliuchus Speiser, 1909[2]
- Conops miuchus Speiser, 1909[2]
- Conops ruficornis Becker, 1913[2]
- Conops stylatus Kröber, 1915[2]
- Conops nigrocoxalis Kröber, 1915[2]
- Conops bequaerti Kröber, 1915[2]
- Conops elegans Meig. var. minutus Kröber, 1915[2]
- Conops theryi Séguy, 1928[2]
- Conops tifedarius Séguy, 1928[2]
- Conops elegans Meigen var. djanetianus Séguy, 1938[2]
- Conops aureocingulatus Séguy, 1939[2]

Conops elegans, le Conops élégant, est une espèce d'insectes diptères de la famille des Conopidae. Paléarctique et afrotropical, l'imago est floricole et la larve endoparasite d'Hyménoptères. L'holotype provient de la région de Marseille et est entreposé au Muséum national d'histoire naturelle, à Paris.

## Description
L'imago, plutôt petit, mesure environ 12mm de long, son corps est brun à brun orangé et comporte exceptionnellement quelques marques jaunes. La tête et les antennes sont de couleur fauve. Les genae mesurent plus d'un tiers de la hauteur de l'œil et le labium est nettement plus long que la longueur de la tête en vue latérale. Le thorax est brun, excepté ses épaules tirant plus sur le fauve. Les flancs du métathorax sont ornés d'un duvet doré. L'abdomen presque cylindrique est d'un fauve doré. Son premier segment est orné d'une tâche noire, les seconds et troisièmes d'une bande triangulaire noire ; quant au quatrième, il est muni d'un liseré noir. Les pattes sont colorées de fauves et les ailes ombrées sur leur bord extérieur d'un brun fauve. Chez certains spécimens, l'aile est complètement noire à brunâtre, se rapprochant de la morphologie de Conops fuscipennis. Elle mesure moins de 9,9 mm de long. La theca des femelles est longue,.

## Éthologie
Dans la famille des Conopidae, les imagos sont floricoles, se nourrissant exclusivement de nectar et la larve est obligatoirement endoparasite d'autres insectes, en particulier les hymenoptères pollinisateurs ; la femelle agressant violemment sa proie afin de déposer un œuf sur son corps. Chez Conops elegans, il s'agit entre autres de Bombus hortorum et de la Scoliidae Colpa sexmaculata.

## Distribution
Conops elegans se rencontre dans l'ensemble de l'écozone afrotropicale et à l'Ouest du paléarctique. Plus précisément, cette espèce trouve tout autour de la méditerranée dont les régions européennes Chypre, Sardaigne, France et Espagne,.